# Kinga Preis
Kinga Preis (Breslavia, 31 agosto 1971) è un'attrice polacca.
Ha vinto sei volte i Polskie Nagrody Filmowe: quattro volte come migliore attrice non protagonista in Wtorek (2001), In Darkness (2011), Pod Mocnym Aniołem (2014) e I Never Cry (2020) e due volte come migliore attrice in Cisza (2001) e Komornik (2005). Ha anche vinto quattro volte il Gdynia Film Festival.

## Biografia
Preis è nata a Breslavia e si è diplomata all'Accademia Ludwik Solski per le arti drammatiche nel 1996. Suo padre era austriaco. Nel 1995 è entrata a far parte del Teatro Polacco di Breslavia e da allora è apparsa in numerose produzioni teatrali. Nel 1997 ha fatto il suo debutto televisivo recitando nella serie comica Pokój 107 e successivamente sul grande schermo nel film drammatico Farba. Nel 1998, Preis ha ricevuto la nomination al Gdynia Film Festival Award come migliore attrice non protagonista e ai 'Polskie Nagrody Filmowe come migliore attrice non protagonista per Poniedziałek. Nel 1999 ha recitato nel film drammatico storico Wrota Europy, ricevendo un'altra nomination ai Polskie Nagrody Filmowe come migliore attrice non protagonista.
Nel 2000, la Preis ha recitato nel film commedia drammatico Wtorek, vincendo il suo primo Polskie Nagrody Filmowe come migliore attrice non protagonista. L'anno successivo vinse il suo primo Polskie Nagrody Filmowe come migliore attrice e il Gdynia Film Festival Award come migliore attrice per Cisza. Ha vinto la sua seconda aquila ai Polskie Nagrody Filmowe come migliore attrice per aver recitato nel film drammatico del 2005, Komornik. Nel 2006, ha ricevuto il Premio Zbigniew Cybulski come migliore giovane attrice. Successivamente ha recitato in Quattro notti con Anna (2008) e Dom zły (2009). Preis ha successivamente ricevuto il premio come migliore attrice non protagonista per le sue interpretazioni in In Darkness (2011), Pod Mocnym Aniołem (2014) e I Never Cry (2020).
In televisione Preis è stata nel cast di Przeprowadzki (2000-2001), Boza podszewka. Czesc druga (2005-2006), Ja to mam szczęście! (2012), Blood for the Blood (2015), Pakt (2016), The Trap (2018), Stulecie Winnych (2019–2020), Rysa (2021) e la serie drammatica di lunga data più importante, Ojciec Mateusz (a partire da 2008), versione polacca di Don Matteo. Nel 2020, ha ricevuto il Telekamery Award come migliore attrice.

## Riconoscimenti
Nel 2010, Preis è stato insignita della Croce d'oro al Merito. Nel 2011 le è stata conferita la Medaglia d'Argento al Merito della Cultura – Gloria Artis.

## Filmografia parziale
- Farba, regia di Michał Rosa (1997)
- Poniedziałek, regia di Witold Adamek (1998)
- To ja, Zlodziej, regia di Jacek Bromski (2000)
- Cisza, regia di Michał Rosa (2001)
- Wtorek, regia di Witold Adamek (2002)
- Symetria, regia di Konrad Niewolski (2003)
- Karol - Un uomo diventato papa, regia di Giacomo Battiato (2005)
- Komornik, regia di Feliks Falk  (2005)
- Statysci, regia di Michał Kwieczinski (2006)
- Quattro notti con Anna (Cztery noce z Anną), regia di Jerzy Skolimowski (2008)
- In Darkness, regia di Agnieszka Holland (2011)
- Sala samobójców, regia di Jan Komasa (2011)
- Pod Mocnym Aniołem, regia di Wojciech Smarzowski (2014)
- The Lure (Córki dancingu), regia di Agnieszka Smoczynska (2015)
- I Never Cry (Jak Najdalej Stąd), regia di Piotr Domalewski (2920)